# Партизанская война в Суринаме
Партизанская война в Суринаме (нидерл. Binnenlandse Oorlog — букв. Внутренняя война) — цепь вооружённых столкновений, в период с 1986 по 1992 гг. Велась между армией Суринама под командованием Дези Баутерсе и Суринамской освободительной армией Ронни Брюнсвийка, его бывшего телохранителя из маронов.
Война велась за власть над Восточным Суринамом и контролем за торговлей кокаином. Война имела серьёзные последствия для мирного населения: были разрушены деревни, дороги (в том числе большая часть восточной Восточно-Западной), водопроводы и линий электропередач, школы, общественные здания, клиники и предприятия.
Периодом наиболее интенсивных вооружённых столкновения стало время между 1986 и 1989 гг. В июле 1989 года между правительством и повстанцами было заключено мирное соглашение Куру, реализация которого была сорвана переворотом, совершенным Баутерсе 24 декабря 1990 года. В марте 1991 года был подписан мирный договор в Куру во главе с Ромео Русселем, в мае 1992 года договор подписал Ронни Брюнсвийк. Договор был одобрен президентом Суринама Рональдом Венетианом 8 августа 1992 года.